# Kłodna (Štětín)
Kłodna je ulice o délce 47 m na Starém Městě ve čtvrti Śródmieście ve Štětíně. Vede z severozápadu na jihovýchod. V dnešní době začíná Kłodna slepě poblíž viaduktů Hradní cesty a končí na ul. Panieńské.

## Dějiny
Původně až do konce 15. století byla dnešní ulice Kłodna známá jako „ulice řezníků“ (knakenhowerstrate). Na začátku 16. století se spodní část nazývala „ulice Klády“ (Bomstrate, 1503); název odkazoval na dřevěnou kládu, která byla instalovaná na konci ulice na řece Odře. Sloužila jako zámek, který se otevřel, když loď opouštějící Štětín splnila všechny formality. V roce 1559 byl změněn název horní části ulice a od té doby se celá část nazývala ulice Klády (baumstrate, 1559).
V té době byl postaven most spojující oba břehy řeky a umožňující přechod na ostrov Łasztownia. Nový přechod byl také použit k vedení dobytka na nová jatka. Stejně jako v jiných ulicích, které vedly k nábřeží, byla na konci ulice Klády městská brána zvaná Branou klády (bomdor, 1397, Bombrugge Dor, 1554), uzavřená až v roce 1827.
Bombardování zničilo Staré Město a utrpěly také budovy na ulici Klády. Po roce 1945 byla ulice po celé své délce pojmenována Plavecká (Pływacka). Po výstavbě široké ulice (Arteria Nadodrzańska) a viaduktů Hradní cesty (Trasa Zamkowa) byla spodní část ulice zlikvidována. Horní část ulice byla po roce 2000 rekonstruována a byl obnoven název ulice Kłodna. Nové činžovní domy byly umístěny na historických základech. Levá strana ulice zůstává nevyvinutá dodnes.